# Choustník
Choustník település Csehországban, a Tábori járásban. Choustník Krátošice, Krtov, Tučapy, Budislav, Psárov, Skopytce és Mlýny településekkel határos. Lakosainak száma 480 fő (2024. január 1.).

## Népesség
A település lakosságának változását az alábbi diagram mutatja:
| Lakosok száma | 1055 | 948  | 866  | 582  | 565  | 525  | 505  | 498  | 486  | 480  |
|               | 1869 | 1890 | 1921 | 1950 | 1980 | 2001 | 2017 | 2019 | 2022 | 2024 |